# Renato Anselmi
Renato Anselmi (Marigliano, 26 de octubre de 1891-Génova, 3 de octubre de 1973) fue un deportista italiano que compitió en esgrima, especialista en la modalidad de sable.
Participó en tres Juegos Olímpicos de Verano entre los años 1924 y 1932, obteniendo en total tres medallas: oro en París 1924, plata en Ámsterdam 1928 y plata en Los Ángeles 1932. Ganó dos medallas de plata en el Campeonato Mundial de Esgrima, en los años 1930 y 1931.

## Palmarés internacional
| Juegos Olímpicos   | Juegos Olímpicos             | Juegos Olímpicos | Juegos Olímpicos  |
| Año                | Lugar                        | Medalla          | Prueba            |
| ------------------ | ---------------------------- | ---------------- | ----------------- |
| 1924               | París (Francia)              | Medalla de oro   | Sable por equipos |
| 1928               | Ámsterdam (Países Bajos)     | Medalla de plata | Sable por equipos |
| 1932               | Los Ángeles (Estados Unidos) | Medalla de plata | Sable por equipos |
| Campeonato Mundial |                              |                  |                   |
| Año                | Lugar                        | Medalla          | Prueba            |
| 1930               | Lieja (Bélgica)              | Medalla de plata | Sable por equipos |
| 1931               | Viena (Austria)              | Medalla de plata | Sable por equipos |